# London 10 000

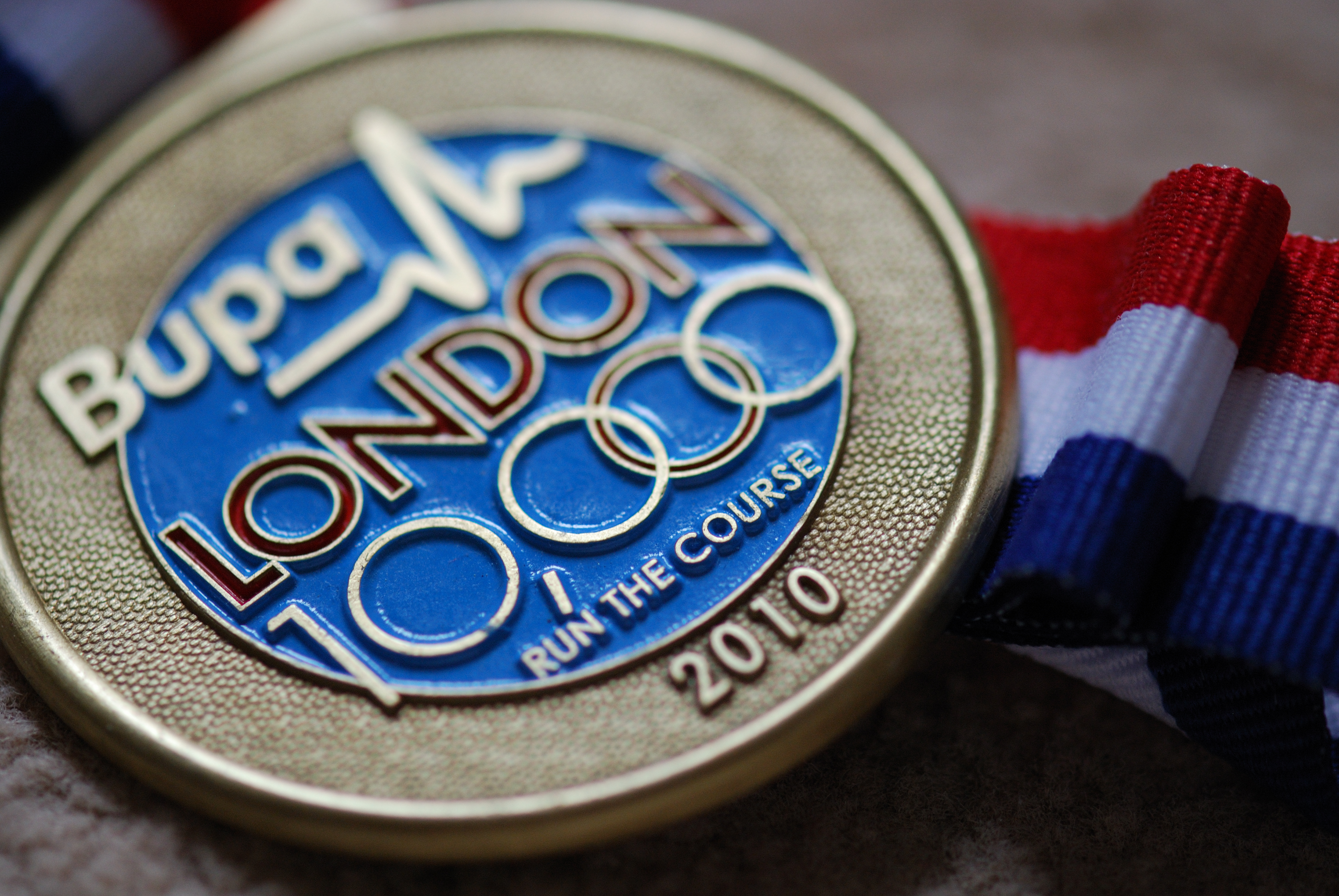
Медаль за победу

London 10,000 — ежегодный 10-километровый шоссейный пробег, который проводится в городе Лондон, Великобритания. Соревнования проводятся с 2008 года, в начале мая. Является одним из самых престижных пробегов мира. Трасса пробега проходит по территории Сент-Джеймсского парка, а финиш возле Букингемского дворца.

## Победители
Рекорд трассы
| №   | Год  | Победитель у мужчин | Время (м:с) | Победитель у женщин   | Время (м:с) |
| --- | ---- | ------------------- | ----------- | --------------------- | ----------- |
| 1-й | 2008 | Мика Кого (KEN)     | 28:08       | Ирина Микитенко (GER) | 32:02       |
| 2-й | 2009 | Мо Фарах (GBR)      | 27:50       | Кимберли Смит (NZL)   | 31:38       |
| 3-й | 2010 | Мо Фарах (GBR)      | 27:44       | Мэри Кейтани (KEN)    | 31:06       |
| 4-й | 2011 | Мо Фарах (GBR)      | 29:15       | Джоанн Пейви (GBR)    | 32:22       |
| 5-й | 2012 | Мо Фарах (GBR)      | 29:21       | Мара Ямаучи (GBR)     | 32:53       |